# Maura Viceconte
Maura Viceconte (Susa, Italia, 3 de octubre de 1967-Chiusa di San Michele, Italia, 10 de febrero de 2019) fue una atleta italiana especializada en la prueba de maratón, disciplina en la que representó a su país dos veces (1996 y 2000) en los Juegos Olímpicos de Verano.

## Carrera deportiva
En el Campeonato Europeo de Atletismo de 1998 ganó la medalla de bronce en marathon, recorriendo los 42,195 km en un tiempo de 2:28:31 segundos, llegando a meta tras la portuguesa Manuela Machado (oro) y la rusa Madina Biktagirova (plata).
A lo largo de su carrera deportiva ganó tres maratones: Roma (1999), Viena (2000) y Praga (2001). Precisamente en su victoria en Viena consiguió su mejor marca (2:23:47), que se mantuvo como récord nacional de Italia hasta abril de 2012, cuando fue batido por Valeria Straneo.

## Fallecimiento
El 10 de febrero de 2019 a los 51 años, se suicidó por ahorcamiento.